# Fuera de control (telenovela)
Fuera de control es una telenovela dramática chilena, producida por Canal 13 y transmitida desde el 8 de marzo hasta el 30 de julio de 1999, reemplazando a Marparaíso y siendo sucedida por Cerro Alegre.
Es creada y escrita por Pablo Illanes, producida por Danae Gallegos y dirigida por Óscar Rodríguez Gingins, bajo la producción ejecutiva de Nené Aguirre. El guion está inspirado en Los títeres de Sergio Vodanovic.
Protagonizada por Javiera Contador, Luciano Cruz-Coke, Paulina Urrutia, Guido Vecchiola, Claudia Conserva, Francisco López, Romeo Singer y el debut de Úrsula Achterberg. Acompañados de Tomás Vidiella, Gloria Münchmeyer, Rebeca Ghigliotto, Willy Semler, Katty Kowaleczko, Felipe Armas, Claudia Celedón, Marés González, entre otros.
Debido a su trama intensa, con personajes psicológicamente complejos, actuaciones sobresalientes y una carga de violencia inusitada para la televisión, marcó un hito en la historia televisiva chilena, transformándose en una historia de culto, pese a su sintonía en la primera emisión, pues fue ampliamente superada por su competencia La Fiera de Televisión Nacional. En 2022 Pablo Illanes publicó la novela No la mires a los ojos, que indaga con mayor profundidad y libertad en la historia central de Fuera de control.

## Argumento
Silvana Maldonado (Úrsula Achterberg), más conocida como "La diente de oro", es una enamoradiza y rebelde joven que vive en el bucólico pueblo de Aurora, junto con sus padres dueños de un camping. Hasta ese lugar llega un grupo de egresados de un colegio de la alta sociedad santiaguina a celebrar la salida de cuarto medio. A este curso pertenecen Rodrigo Duarte (Romeo Singer) oriundo de Aurora y gran amor de Silvana, Axel Schumacher (Luciano Cruz-Coke), Sarita Mellafe (Paulina Urrutia), Valentina Cervantes (Javiera Contador) y Mabel Cruz (Moira Miller), entre otros. Silvana se convertirá en el deseo culpable de los visitantes masculinos. Es por esto que Sarita y su novio Álvaro (Francisco López)  deciden tenderle una macabra broma que terminará con insospechadas consecuencias, utilizando a Axel, quien con su problema de alcoholismo, casi la mata en un incendio, en el cual fue injustamente inculpado Rodrigo.
12 años después, Silvana vuelve a Chile con el intenso deseo de vengarse de las siete personas que tuvieron que ver con el vuelco que dio su vida, tras la funesta broma.

## Reparto
- Javiera Contador como Valentina Cervantes[12]
- Luciano Cruz-Coke como Axel Schumacher[13]
- Paulina Urrutia como Sarita Mellafe[14]
- Guido Vecchiola como Santiago Goic
- Claudia Conserva como Carrie Castro
- Francisco López como Álvaro Villalobos
- Úrsula Achterberg como Silvana Maldonado[15]
- Romeo Singer como Rodrigo Duarte[16]
- Tomás Vidiella como Aarón Hurtado[17]
- Gloria Münchmeyer como Diva Oyarzún
- Rebeca Ghigliotto como Dolly Domínguez
- Willy Semler como Rafael Cervantes
- Katty Kowaleczko como Marla Mackenzie
- Felipe Armas como Bernardo Torres
- Claudia Celedón como Ágata Rodríguez
- Esperanza Silva como Diva Villalobos
- Marcela Osorio como Tábata Villalobos
- Marés González como Leora Valdés
- José Secall como Teodoro Castro
- Gabriela Hernández como Amelia Salamanca
- María Elena Duvauchelle como Ninfa Esparza
- Rodolfo Bravo como Nino Mellafe
- Soledad Pérez como Madelyn Cisternas
- Cecilia Cucurella como Olaya Domínguez
- Mario Bustos como William Maldonado
- Silvia Santelices como Kimberly Seymour
- Nelly Meruane como Lavinia Loyola
- Fernando Gallardo como Leonardo Gallardo
- Rosa Ramírez como Yolanda González
- Claudio Valenzuela como Denver Ausensi
- Boris Quercia como Gino Mackenzie
- Tennyson Ferrada como Abdón Duarte
- Yoya Martínez como Elba Bustamante
- Roberto Navarrete como Tennyson Leighton
- Myriam Palacios como Trinidad Sanhueza
- César Arredondo como Marcelo Duarte
- Catalina Saavedra como Pamela Duarte
- Jaime McManus como Damián Goic
- Chamila Rodríguez como Anahí Terranova
- Luis Uribe como Joaquín Labra
- Maite Pascal como Jossette Villalobos
- Moira Miller como Mabel Cruz
- Francisca Márquez como Helia Parraguez
- Horacio Videla como Nicanor Millán.
- Rodolfo Vásquez como Patricio Mellafe
- Aldo Bernales como Palomino Díaz
- Eliana Vidiella como Zulema Rodríguez
- Agustín Moya como Octavio Meneses
- Loreto Moya como Layla Cortés
- Rosario Valenzuela como Denisse Lavandero
- Joaquín Reichhardt como Italo Ravera
- Andrea Freund como Isadora Worth
- Alfonso Vadell como Jorge Iturriaga
- Karina Laskarin como Franca Cipriani
- Luis Dubó como Toribio Agostín
- Maite Orsini como Amanda Cervantes
- Teresa Berríos como Gracia
- Greta Nilsson como Estela

## Equipo
- Dirección de Producción Canal 13: Ruby Anne Gumpertz
- Dirección de Área Dramática Canal 13: Nené Aguirre

- Guion: Pablo Illanes
- Dirección general: Óscar Rodríguez
- Producción general: Danae Gallegos
- Dirección de unidad: Eduardo Pinto
- Coordinación de Producción: Lorena Malbrán
- Edición: Javier Kappes
- Presentación: Iván Moya

## Banda sonora
1. Beto Cuevas - Trátame suavemente
2. Virus - Luna de miel
3. Los Abuelos de la Nada - Mil horas
4. Los Prisioneros - El baile de los que sobran
5. UPA - Cuando vuelvas
6. Charly García - Nos siguen pegando abajo
7. Emociones Clandestinas - Un nuevo baile
8. Nadie - Creo que te quiero
9. Fito Páez - Giros
10. Aterrizaje Forzoso - Sólo un sueño
11. Cinema - Locos rayados
12. Aparato Raro - Conexiones televisivas
13. GIT - La Calle es su lugar (Ana)
14. Sumo - Viejos vinagres
15. Engrupo - Historia
16. Fabiana Cantilo - Detectives
17. Los Enanitos Verdes - Aún sigo cantando
18. Beto Cuevas - Trátame suavemente (Acústica)
19. Los Prisioneros - Muevan Las Industrias (**)
20. Miguel Mateos - Zas - Cuando Seas Grande (**)
21. Soda Stereo - Prófugos (**)
22. Cinema - Ángel Descarriado (**)
23. The Smiths - Ask (**)
24. Enanitos verdes - Es una máquina (**)

(**) Temas no incluidos en la edición comercial

## Curiosidades
- Fue la última teleserie de la Universidad Católica que se realizó con el logotipo clásico de UCTV que permaneció entre 1970 y 1999.
- Fue el primer papel de villano de Luciano Cruz - Coke.
- Durante su estreno el primer semestre de 1999, compitió contra la telenovela La Fiera de TVN, y aunque su calidad fue muy buena convirtiéndose en teleserie de culto hasta el día de hoy, perdió por paliza contra la producción de TVN capturando menos televidentes que la última.
- En una de las escenas se encuentran Silvana y Axel en un avión, y a Axel se le ve hablando por celular tranquilamente, pero en ese tiempo aún no existía la tecnología que permitía hablar por el celular en pleno vuelo.
- Para el rol de Silvana se barajaron los nombres de Ángela Contreras, María José Prieto y Blanca Lewin. Finalmente Óscar Rodríguez optó por una actriz debutante: Úrsula Achterberg.
- El actor Tennyson Ferrada, que interpretaba a Abdón, falleció de cáncer en abril de 1999, y unas semanas antes había salido de la teleserie debido a su enfermedad. Su personaje salió de pantalla producto de la enfermedad del actor y al poco tiempo de fallecido se le rinde un breve homenaje en una de las escenas, donde su esposa en la ficción, la ya fallecida Yoya Martínez coloca una foto suya sobre un mueble o chimenea y le dice a los otros personajes en escena que Abdón se fue a vivir donde unos familiares y que está muy feliz. La escena cierra con un primer plano de la foto de Tennyson la cual queda puesta en el set durante toda la teleserie. El también actor Roberto Navarrete, que interpretaba el papel de Tennyson, falleció por complicaciones en el cáncer de hígado que padecía en septiembre de 1999, justo después de haber terminado de grabar la teleserie.
- Retrasmitida en 2 ocasiones: 
  - Desde enero hasta abril de 2001, inicialmente a las 14:30 horas hasta marzo, donde la teleserie se corre a las 15:30 horas. En esta reposición la teleserie logra buenos índices de audiencia entre los 14 y 15 puntos.
  - Desde enero hasta mayo de 2005 a las 13:00 horas.
  - En REC TV, señal nostálgica de Canal 13 fue retransmitida en dos oportunidades, primero en 2015 y posteriormente desde el 29 de julio de 2019 a las 21:00 h con motivo de cumplirse 20 años desde su primera emisión.
- Dos de sus actores -Paulina Urrutia y Luciano Cruz-Coke-,  fueron aliados en la ficción pero adversarios políticos en la vida real, y han sido Ministros de Cultura de Chile.  La primera, durante la primera administración de Michelle Bachelet, y el segundo, en el gobierno de Sebastián Piñera.
- Fue la última teleserie de Francisco López en televisión, meses después animaría "Juéguesela en el 13".
- En 2022, Illanes adapta la teleserie en el libro No la mires a los ojos, que en sus palabras "es la versión definitiva, completa y final" de la historia, con cambios en hechos, personajes y ambientación temporal.[18]